# TSC Oberschöneweide
TSC Oberschöneweide was een sportclub uit Oost-Berlijn, die bestond van 1955 tot 1957. De club was actief in voetbal, ijshockey, handbal, waterpolo, tafeltennis, roeien, schaken en schoonspringen. 

## Geschiedenis
In 1954 werd in de DDR per district één sportclub opgericht waaraan de beste atleten van de BSG's zich konden aansluiten. In Berlijn waren er wel meerdere, waaronder SC Motor Berlin. Op 16 juni 1957 fuseerde SC Motor met de BSG's BSG Motor Oberschöneweide, BSG Motor Oberspree, Motor Wuhlheide/Schöneweide en BSG Motor Ostend tot TSC Oberschöneweide. Parallel met TSC ontstond ook TSG Oberschöneweide, dat vandaag nog steeds bestaat en zich toespitste op andere sporttakken. 
In 1961 besliste de overheid dat in Oost-Berlijn een nieuwe grote burgersportclub moest komen als tegenhanger van de legersportclubs ASV Vorwärts en politieclubs SV Dynamo. Hierdoor fuseerde TSC Oberschöneweide op 18 februari 1963 samen met SC Rotation Berlin en SC Einheit Berlin tot TSC Berlin. 

### Ijshockey
TSC nam de plaats van SC Motor over in de Oberliga en speelde daar tot 1960. Om het aantal clubs uit Berlijn in de Oberliga te verminderen sloot de ijshockey-afdeling zich bij SC Einheit Berlin aan. 

### Roeien
De roeiers van SC Motor waren al zeer succesvol en behaalden meerdere landstitels, ook bij TSC Oberschöneweide deden zij het uitstekend. 

### Voetbal
De club nam de plaats van SC Motor over in II. DDR-Liga (derde klasse) en speelde daar vijf seizoenen alvorens te promoveren naar de DDR-Liga. Tijdens seizoen 1962/63 nam TSC Berlin de plaats in de DDR-Liga in. In 1966 zou de voetbalafdeling van TSC zelfstandig worden als 1. FC Union Berlin. 

### Tafeltennis
Lothar Pleuse was de succesvolste speler van de club. Bij SC Motor behaalde hij al twee landstitels en ook hier won hij in 1960 de landstitel in het enkelspel en in 1957, 1960 en 1961 in het dubbelspel. 